# Vyhlídka
Vyhlídka är ett berg i Tjeckien.   Det ligger i regionen Liberec, i den norra delen av landet, 110 km nordost om huvudstaden Prag. Toppen på Vyhlídka är 511 meter över havet, eller 123 meter över den omgivande terrängen. Bredden vid basen är 7,1 km.
Terrängen runt Vyhlídka är platt åt nordväst, men åt sydost är den kuperad.Runt Vyhlídka är det ganska tätbefolkat, med 100 invånare per kvadratkilometer. Närmaste större samhälle är Nové Město pod Smrkem, 6,7 km sydost om Vyhlídka. Omgivningarna runt Vyhlídka är en mosaik av jordbruksmark och naturlig växtlighet.